# Giải bóng đá Cúp Quốc gia 2023
Giải bóng đá Cúp Quốc gia 2023 (tiếng Anh: 2023 Vietnamese National Football Cup) là mùa giải thứ 31 của Giải bóng đá Cúp Quốc gia, diễn ra từ ngày 31 tháng 3 năm 2023 đến ngày 20 tháng 8 năm 2023 và cũng là mùa cuối cùng giải đấu sử dụng thể thức xuyên năm truyền thống. Giải đấu quy tụ 14 câu lạc bộ V.League 1 và 10 đội bóng V.League 2 cùng tranh tài. Đội vô địch sẽ giành quyền tham dự trận Siêu cúp Bóng đá Quốc gia 2023. Đây là lần đầu tiên kể từ năm 1996, giải đấu không có nhà tài trợ chính.
Đương kim vô địch Hà Nội đã không thể bảo vệ thành công danh hiệu của mình khi phải nhận thất bại 1–2 trước Viettel ở vòng 16 đội. Đây là lần đầu tiên kể từ năm 2017, Hà Nội để thua ngay trận đấu ra quân tại Cúp Quốc gia. PVF-CAND trở thành đại diện V.League 2 đầu tiên giành quyền vào bán kết giải đấu kể từ năm 2005. Đông Á Thanh Hóa giành chiến thắng với tỉ số 5–3 ở loạt luân lưu 11m trước Viettel sau khi hai đội hòa nhau 0–0 trong 90 phút chính thức của trận chung kết để có lần đầu tiên lên ngôi vô địch, qua đó chấm dứt chuỗi 3 mùa giải liên tiếp thống trị giải đấu của Hà Nội. Tuy nhiên, do mùa giải này không được dùng để xét các suất thi đấu tại AFC Champions League 2 2024–25 nên Đông Á Thanh Hóa không thể tham dự AFC Cup 2023–24.

## Phân loại giải đấu
| Vòng đấu  | Số đội bóng vào thẳng | Số đội bóng từ vòng trước |
| --------- | --- | ------------------------- |
| Vòng loại | 18 đội từ V.League 1 và V.League 2 | —                         |
| Vòng 1/8  | 4 đội lọt vào bán kết mùa trước (Hà Nội, Topenland Bình Định, Đông Á Thanh Hóa và Hoàng Anh Gia Lai) 3 đội "may mắn" (được bốc thăm vào vị trí không phải đá vòng loại) | 9 đội thắng vòng loại     |
| Tứ kết    | — | 8 đội thắng vòng 1/8      |
| Bán kết   | — | 4 đội thắng vòng tứ kết   |
| Chung kết | — | 2 đội thắng vòng bán kết  |

## Bốc thăm
Lễ bốc thăm và xếp lịch thi đấu Giải bóng đá Cúp Quốc gia 2023 diễn ra vào lúc 16 giờ ngày 22 tháng 2 năm 2023 tại Hội trường tầng 6, tòa nhà Handico, Phạm Hùng, Nam Từ Liêm, Hà Nội.

### Thứ tự bốc thăm
- Lượt 1: Bốn câu lạc bộ lọt vào bán kết mùa giải trước là Hoàng Anh Gia Lai, Đông Á Thanh Hóa, Hà Nội và Topenland Bình Định được ưu tiên không phải thi đấu vòng loại và được bốc thăm ngẫu nhiên vào hai trong bảy mã số 1, 8, 11, 14, 17, 20, 23.
- Lượt 2: 21 câu lạc bộ khác được bốc thăm ngẫu nhiên vào các mã số còn lại.
- Lượt 3: Bốc thăm để xác định đội có mã số lớn hơn hay nhỏ hơn được đá trên sân nhà ở vòng tứ kết.
- Lượt 4: Bốc thăm để xác định đội có mã số lớn hơn hay nhỏ hơn được đá trên sân nhà ở vòng bán kết.

### Mã số thi đấu các đội
7 đội in đậm (4 đội tiến sâu ở mùa trước và 3 đội "may mắn") được đặc cách vào vòng 1/8.
| Mã số | Đội                 |
| ----- | ------------------- |
| 01    | Hà Nội              |
| 02    | Viettel             |
| 03    | Bình Thuận          |
| 04    | Khánh Hòa           |
| 05    | Công an Hà Nội      |
| 06    | Thép Xanh Nam Định  |
| 07    | Hải Phòng           |
| 08    | Topenland Bình Định |
| 09    | Sông Lam Nghệ An    |

| Mã số | Đội                   |
| ----- | --------------------- |
| 10    | Quảng Nam             |
| 11    | Hồng Lĩnh Hà Tĩnh     |
| 12    | Long An               |
| 13    | Bình Phước            |
| 14    | Đông Á Thanh Hóa      |
| 15    | Thành phố Hồ Chí Minh |
| 16    | Bà Rịa – Vũng Tàu     |
| 17    | Sài Gòn (bỏ giải)     |
| 18    | Phù Đổng              |

| Mã số | Đội                |
| ----- | ------------------ |
| 19    | Hòa Bình           |
| 20    | Hoàng Anh Gia Lai  |
| 21    | Huế                |
| 22    | Becamex Bình Dương |
| 23    | Phú Thọ            |
| 24    | PVF–CAND           |
| 25    | SHB Đà Nẵng        |

## Khai mạc
Lễ khai mạc chính thức được diễn ra lúc 17:45 ngày 2 tháng 4 năm 2023 tại Sân vận động Thiên Trường, thành phố Nam Định, tỉnh Nam Định với trận đấu khai mạc diễn ra lúc 18:00 giữa Thép Xanh Nam Định và Hải Phòng.

## Sơ đồ thi đấu
|  | Vòng loại                         | Vòng loại                     |                                   |       | Vòng 16 đội | Vòng 16 đội |  |  | Tứ kết | Tứ kết |  |  | Bán kết | Bán kết |  |  | Chung kết | Chung kết |
|  |                                   |                               |                                   |       |             |             |  |  |        |        |  |  |         |         |  |  |           |           |
|  |                                   |                               |                                   |       |             |             |  |  |        |        |  |  |         |         |  |  |           |           |
|  |                                   |                               |                                   |       |             |             |  |  |        |        |  |  |         |         |  |  |           |           |
|  |                                   |                               |                                   |       |             |             |  |  |        |        |  |  |         |         |  |  |           |           |
|  | 6 tháng 7 năm 2023 – Hàng Đẫy     |                               |                                   |       |             |             |  |  |        |        |  |  |         |         |  |  |           |           |
|  |                                   |                               |                                   |       |             |             |  |  |        |        |  |  |         |         |  |  |           |           |
|  | Hà Nội                            | 1                             |                                   |       |             |             |  |  |        |        |  |  |         |         |  |  |           |           |
|  | Hà Nội                            | 1                             | 1 tháng 4 năm 2023 – Hàng Đẫy     |       |             |             |  |  |        |        |  |  |         |         |  |  |           |           |
|  |                                   |                               | Viettel                           | 2     |             |             |  |  |        |        |  |  |         |         |  |  |           |           |
|  | Viettel                           | 6                             | Viettel                           | 2     |             |             |  |  |        |        |  |  |         |         |  |  |           |           |
|  | Viettel                           | 6                             | 11 tháng 7 năm 2023 – Hàng Đẫy    |       |             |             |  |  |        |        |  |  |         |         |  |  |           |           |
|  | Bình Thuận                        | 0                             |                                   |       |             |             |  |  |        |        |  |  |         |         |  |  |           |           |
|  | Bình Thuận                        | 0                             | Viettel                           | 2     |             |             |  |  |        |        |  |  |         |         |  |  |           |           |
|  | 2 tháng 4 năm 2023 – 19 tháng 8   |                               | Viettel                           | 2     |             |             |  |  |        |        |  |  |         |         |  |  |           |           |
|  |                                   | Thép Xanh Nam Định            | 0                                 |       |             |             |  |  |        |        |  |  |         |         |  |  |           |           |
|  | Khánh Hòa                         | Thép Xanh Nam Định            | 0                                 | 1     |             |             |  |  |        |        |  |  |         |         |  |  |           |           |
|  | Khánh Hòa                         | 7 tháng 7 năm 2023 – Hàng Đẫy |                                   | 1     |             |             |  |  |        |        |  |  |         |         |  |  |           |           |
|  | Công an Hà Nội                    | 3                             |                                   |       |             |             |  |  |        |        |  |  |         |         |  |  |           |           |
|  | Công an Hà Nội                    | 3                             | Công an Hà Nội                    | 1 (2) |             |             |  |  |        |        |  |  |         |         |  |  |           |           |
|  | 2 tháng 4 năm 2023 – Thiên Trường |                               | Công an Hà Nội                    | 1 (2) |             |             |  |  |        |        |  |  |         |         |  |  |           |           |
|  |                                   | Thép Xanh Nam Định            | 1 (3)                             |       |             |             |  |  |        |        |  |  |         |         |  |  |           |           |
|  | Thép Xanh Nam Định                | Thép Xanh Nam Định            | 1 (3)                             | 1 (4) |             |             |  |  |        |        |  |  |         |         |  |  |           |           |
|  | Thép Xanh Nam Định                |                               | 16 tháng 8 năm 2023 –Hàng Đẫy     | 1 (4) |             |             |  |  |        |        |  |  |         |         |  |  |           |           |
|  | Hải Phòng                         | 1 (3)                         |                                   |       |             |             |  |  |        |        |  |  |         |         |  |  |           |           |
|  | Hải Phòng                         | 1 (3)                         | Viettel                           | 1     |             |             |  |  |        |        |  |  |         |         |  |  |           |           |
|  |                                   |                               | Viettel                           | 1     |             |             |  |  |        |        |  |  |         |         |  |  |           |           |
|  |                                   | Topenland Bình Định           | 0                                 |       |             |             |  |  |        |        |  |  |         |         |  |  |           |           |
|  |                                   | Topenland Bình Định           | 0                                 |       |             |             |  |  |        |        |  |  |         |         |  |  |           |           |
|  | 6 tháng 7 năm 2023 – Quy Nhơn     |                               |                                   |       |             |             |  |  |        |        |  |  |         |         |  |  |           |           |
|  |                                   |                               |                                   |       |             |             |  |  |        |        |  |  |         |         |  |  |           |           |
|  | Topenland Bình Định               | 1 (6)                         |                                   |       |             |             |  |  |        |        |  |  |         |         |  |  |           |           |
|  | Topenland Bình Định               | 1 (6)                         | 1 tháng 4 năm 2023 – Vinh         |       |             |             |  |  |        |        |  |  |         |         |  |  |           |           |
|  |                                   |                               | Quảng Nam                         | 1 (5) |             |             |  |  |        |        |  |  |         |         |  |  |           |           |
|  | Sông Lam Nghệ An                  | 1 (3)                         | Quảng Nam                         | 1 (5) |             |             |  |  |        |        |  |  |         |         |  |  |           |           |
|  | Sông Lam Nghệ An                  | 1 (3)                         | 10 tháng 7 năm 2023 – Quy Nhơn    |       |             |             |  |  |        |        |  |  |         |         |  |  |           |           |
|  | Quảng Nam                         | 1 (4)                         |                                   |       |             |             |  |  |        |        |  |  |         |         |  |  |           |           |
|  | Quảng Nam                         | 1 (4)                         | Topenland Bình Định               | 2     |             |             |  |  |        |        |  |  |         |         |  |  |           |           |
|  |                                   |                               | Topenland Bình Định               | 2     |             |             |  |  |        |        |  |  |         |         |  |  |           |           |
|  |                                   | Hồng Lĩnh Hà Tĩnh             | 1                                 |       |             |             |  |  |        |        |  |  |         |         |  |  |           |           |
|  |                                   | Hồng Lĩnh Hà Tĩnh             | 1                                 |       |             |             |  |  |        |        |  |  |         |         |  |  |           |           |
|  | 6 tháng 7 năm 2023 – Hà Tĩnh      |                               |                                   |       |             |             |  |  |        |        |  |  |         |         |  |  |           |           |
|  |                                   |                               |                                   |       |             |             |  |  |        |        |  |  |         |         |  |  |           |           |
|  | Hồng Lĩnh Hà Tĩnh                 | 3                             |                                   |       |             |             |  |  |        |        |  |  |         |         |  |  |           |           |
|  | Hồng Lĩnh Hà Tĩnh                 | 3                             | 31 tháng 3 năm 2023 – Long An     |       |             |             |  |  |        |        |  |  |         |         |  |  |           |           |
|  |                                   |                               | Long An                           | 1     |             |             |  |  |        |        |  |  |         |         |  |  |           |           |
|  | Long An                           | 1                             | Long An                           | 1     |             |             |  |  |        |        |  |  |         |         |  |  |           |           |
|  | Long An                           | 1                             | 20 tháng 8 năm 2023 – Thanh Hóa   |       |             |             |  |  |        |        |  |  |         |         |  |  |           |           |
|  | Bình Phước                        | 0                             |                                   |       |             |             |  |  |        |        |  |  |         |         |  |  |           |           |
|  | Bình Phước                        | 0                             | Viettel                           | 0 (3) |             |             |  |  |        |        |  |  |         |         |  |  |           |           |
|  |                                   |                               | Viettel                           | 0 (3) |             |             |  |  |        |        |  |  |         |         |  |  |           |           |
|  |                                   | Đông Á Thanh Hóa              | 0 (5)                             |       |             |             |  |  |        |        |  |  |         |         |  |  |           |           |
|  |                                   | Đông Á Thanh Hóa              | 0 (5)                             |       |             |             |  |  |        |        |  |  |         |         |  |  |           |           |
|  | 6 tháng 7 năm 2023 – Thanh Hóa    |                               |                                   |       |             |             |  |  |        |        |  |  |         |         |  |  |           |           |
|  |                                   |                               |                                   |       |             |             |  |  |        |        |  |  |         |         |  |  |           |           |
|  | Đông Á Thanh Hóa                  | 4                             |                                   |       |             |             |  |  |        |        |  |  |         |         |  |  |           |           |
|  | Đông Á Thanh Hóa                  | 4                             | 31 tháng 3 năm 2023 – Thống Nhất  |       |             |             |  |  |        |        |  |  |         |         |  |  |           |           |
|  |                                   |                               | Bà Rịa – Vũng Tàu                 | 0     |             |             |  |  |        |        |  |  |         |         |  |  |           |           |
|  | Thành phố Hồ Chí Minh             | 1 (0)                         | Bà Rịa – Vũng Tàu                 | 0     |             |             |  |  |        |        |  |  |         |         |  |  |           |           |
|  | Thành phố Hồ Chí Minh             | 1 (0)                         | 10 tháng 7 năm 2023 – Thanh Hóa   |       |             |             |  |  |        |        |  |  |         |         |  |  |           |           |
|  | Bà Rịa – Vũng Tàu                 | 1 (3)                         |                                   |       |             |             |  |  |        |        |  |  |         |         |  |  |           |           |
|  | Bà Rịa – Vũng Tàu                 | 1 (3)                         | Đông Á Thanh Hóa                  | 1     |             |             |  |  |        |        |  |  |         |         |  |  |           |           |
|  |                                   |                               | Đông Á Thanh Hóa                  | 1     |             |             |  |  |        |        |  |  |         |         |  |  |           |           |
|  |                                   | Phù Đổng                      | 0                                 |       |             |             |  |  |        |        |  |  |         |         |  |  |           |           |
|  |                                   | Phù Đổng                      | 0                                 |       |             |             |  |  |        |        |  |  |         |         |  |  |           |           |
|  | Hủy                               |                               |                                   |       |             |             |  |  |        |        |  |  |         |         |  |  |           |           |
|  |                                   |                               |                                   |       |             |             |  |  |        |        |  |  |         |         |  |  |           |           |
|  | Sài Gòn (bỏ giải)                 |                               |                                   |       |             |             |  |  |        |        |  |  |         |         |  |  |           |           |
|  | 31 tháng 3 năm 2023 – Ninh Bình   |                               |                                   |       |             |             |  |  |        |        |  |  |         |         |  |  |           |           |
|  |                                   |                               | Phù Đổng                          |       |             |             |  |  |        |        |  |  |         |         |  |  |           |           |
|  | Phù Đổng                          | 1                             |                                   |       |             |             |  |  |        |        |  |  |         |         |  |  |           |           |
|  | Phù Đổng                          | 1                             | 16 tháng 8 năm 2023 –Thanh Hóa    |       |             |             |  |  |        |        |  |  |         |         |  |  |           |           |
|  | Hòa Bình                          | 0                             |                                   |       |             |             |  |  |        |        |  |  |         |         |  |  |           |           |
|  | Hòa Bình                          | 0                             | Đông Á Thanh Hóa                  | 4     |             |             |  |  |        |        |  |  |         |         |  |  |           |           |
|  |                                   |                               | Đông Á Thanh Hóa                  | 4     |             |             |  |  |        |        |  |  |         |         |  |  |           |           |
|  |                                   | PVF–CAND                      | 1                                 |       |             |             |  |  |        |        |  |  |         |         |  |  |           |           |
|  |                                   | PVF–CAND                      | 1                                 |       |             |             |  |  |        |        |  |  |         |         |  |  |           |           |
|  | 6 tháng 7 năm 2023 – Pleiku       |                               |                                   |       |             |             |  |  |        |        |  |  |         |         |  |  |           |           |
|  |                                   |                               |                                   |       |             |             |  |  |        |        |  |  |         |         |  |  |           |           |
|  | Hoàng Anh Gia Lai                 | 1                             |                                   |       |             |             |  |  |        |        |  |  |         |         |  |  |           |           |
|  | Hoàng Anh Gia Lai                 | 1                             | 1 tháng 4 năm 2022 – Tự Do        |       |             |             |  |  |        |        |  |  |         |         |  |  |           |           |
|  |                                   |                               | Becamex Bình Dương                | 0     |             |             |  |  |        |        |  |  |         |         |  |  |           |           |
|  | Huế                               | 0                             | Becamex Bình Dương                | 0     |             |             |  |  |        |        |  |  |         |         |  |  |           |           |
|  | Huế                               | 0                             | 11 tháng 7 năm 2023 – Pleiku      |       |             |             |  |  |        |        |  |  |         |         |  |  |           |           |
|  | Becamex Bình Dương                | 4                             |                                   |       |             |             |  |  |        |        |  |  |         |         |  |  |           |           |
|  | Becamex Bình Dương                | 4                             | Hoàng Anh Gia Lai                 | 1 (4) |             |             |  |  |        |        |  |  |         |         |  |  |           |           |
|  |                                   |                               | Hoàng Anh Gia Lai                 | 1 (4) |             |             |  |  |        |        |  |  |         |         |  |  |           |           |
|  |                                   | PVF–CAND                      | 1 (5)                             |       |             |             |  |  |        |        |  |  |         |         |  |  |           |           |
|  |                                   | PVF–CAND                      | 1 (5)                             |       |             |             |  |  |        |        |  |  |         |         |  |  |           |           |
|  | 6 tháng 7 năm 2023 – Việt Trì     |                               |                                   |       |             |             |  |  |        |        |  |  |         |         |  |  |           |           |
|  |                                   |                               |                                   |       |             |             |  |  |        |        |  |  |         |         |  |  |           |           |
|  | Phú Thọ                           | 0                             |                                   |       |             |             |  |  |        |        |  |  |         |         |  |  |           |           |
|  | Phú Thọ                           | 0                             | 2 tháng 4 năm 2023 – TTĐT trẻ PVF |       |             |             |  |  |        |        |  |  |         |         |  |  |           |           |
|  |                                   |                               | PVF–CAND                          | 2     |             |             |  |  |        |        |  |  |         |         |  |  |           |           |
|  | PVF–CAND                          | 2 (3)                         | PVF–CAND                          | 2     |             |             |  |  |        |        |  |  |         |         |  |  |           |           |
|  | PVF–CAND                          | 2 (3)                         |                                   |       |             |             |  |  |        |        |  |  |         |         |  |  |           |           |
|  | SHB Đà Nẵng                       | 2 (0)                         |                                   |       |             |             |  |  |        |        |  |  |         |         |  |  |           |           |
|  | SHB Đà Nẵng                       | 2 (0)                         |                                   |       |             |             |  |  |        |        |  |  |         |         |  |  |           |           |

## Vòng loại
| Long An                                                      | 1–0      | Bình Phước                                                                               |
| ------------------------------------------------------------ | -------- | ---------------------------------------------------------------------------------------- |
| - Nguyễn Chính Tính 23' - Phan Tấn Tài 70' - Võ Nhật Tân 84' | Chi tiết | - Nguyễn Lam 13' - Đỗ Như Thuận Thiên 34' - Nguyễn Thành Công 50' - Lương Quốc Thắng 75' |

| Long An | Bình Phước |

| Phù Đổng                                                         | 1–0      | Hòa Bình                          |
| ---------------------------------------------------------------- | -------- | --------------------------------- |
| - Bùi Xuân Lộc 45+1' - Lê Vũ Quốc Nhật 75' - Nguyễn Duy Kiên 83' | Chi tiết | - PGĐ điều hành Lê Quốc Vượng 88' |

| Phù Đổng | Hòa Bình |

| Thành phố Hồ Chí Minh                                      | 1–1      | Bà Rịa – Vũng Tàu                                         |
| ---------------------------------------------------------- | -------- | --------------------------------------------------------- |
| - Hoàng Vũ Samson 27' - Võ Huy Toàn 39' - Đào Quốc Gia 67' | Chi tiết | - Phan Nhật Thanh Long 79' 80'                            |
| Loạt sút luân lưu                                          |          |                                                           |
| - Ngô Tùng Quốc - Uông Ngọc Tiến - Hoàng Vĩnh Nguyên       | 0–3      | - Nguyễn Thái Quốc Cường - Phạm Lý Đức - Nguyễn Trọng Bảo |

| Thành phố Hồ Chí Minh | Bà Rịa – Vũng Tàu |

| Huế                                                                             | 0–4      | Becamex Bình Dương                                                                                |
| ------------------------------------------------------------------------------- | -------- | ------------------------------------------------------------------------------------------------- |
| - Trần Văn Bun 31' - Hồ Thanh Minh 54' - Ngô Hoàng Quân 84' - Bùi Duy Bảo 90+1' | Chi tiết | - Nguyễn Trần Việt Cường 35', 46' - Nguyễn Tiến Linh 51' - Nguyễn Thành Lộc 63' - Lưu Tự Nhân 84' |

| Huế | Becamex Bình Dương |

| Sông Lam Nghệ An                                                                        | 1–1      | Quảng Nam                                                                               |
| --------------------------------------------------------------------------------------- | -------- | --------------------------------------------------------------------------------------- |
| - Trần Đình Hoàng 5' - Nguyễn Trọng Hoàng 11' - Bùi Đình Châu 53'                       | Chi tiết | - Trần Hữu Đông Triều 8' - Lê Văn Hưng 35' - Nguyễn Văn Ka 64'                          |
| Loạt sút luân lưu                                                                       |          |                                                                                         |
| - Quế Ngọc Hải - Phạm Xuân Mạnh - Nguyễn Trọng Hoàng - Trần Mạnh Quỳnh - Đinh Xuân Tiến | 3–4      | - Nguyễn Đình Bắc - Trần Hoàng Hưng - Trần Hữu Đông Triều - Phạm Hoàng Lâm - Trần Thành |

| Sông Lam Nghệ An | Quảng Nam |

| Viettel | 6–0      | Bình Thuận                                    |
| --- | -------- | --------------------------------------------- |
| - Trương Tiến Anh 8' - Nhâm Mạnh Dũng 21', 30' - Nguyễn Đức Chiến 50' 63' - Dương Văn Hào 56' - Nguyễn Hữu Thắng 58' | Chi tiết | - Trần Hữu Thắng 27' - Nguyễn Thanh Quang 61' |

| Viettel | Bình Thuận |

| Khánh Hòa | 1–3      | Công an Hà Nội                                                                                        |
| --- | -------- | --- |
| - Nguyễn Thành Nhân 18' - Trần Văn Tùng 30' - Yago 42' - Nguyễn Đức Cường 50' - Lê Tiến Anh 61' - Võ Út Cường 80' | Chi tiết | - Sầm Ngọc Đức 61' - Đoàn Văn Hậu 64' - Nguyễn Trọng Long 68' - Phạm Gia Hưng 81' - Lê Văn Đô 85' 86' |

| Khánh Hòa | Công an Hà Nội |

| Thép Xanh Nam Định                                           | 1–1      | Hải Phòng                                                                                       |
| ------------------------------------------------------------ | -------- | ----------------------------------------------------------------------------------------------- |
| - Nguyễn Hữu Tuấn 13' - Samuel 58' 59'                       | Chi tiết | - Phạm Mạnh Hùng 26' - Đặng Văn Tới 40' - Carlos 56' - Nguyễn Kiên Quyết 66' - Hồ Minh Dĩ 90+3' |
| Loạt sút luân lưu                                            |          |                                                                                                 |
| - Dominic - Đinh Viết Tú - Samuel - Nguyễn Hạ Long - Hendrio | 4–3      | - Carlos - Đặng Văn Tới - Hồ Minh Dĩ - Phạm Mạnh Hùng - Lương Xuân Trường                       |

| PVF–CAND                                                            | 2–2      | SHB Đà Nẵng                                                                      |
| ------------------------------------------------------------------- | -------- | -------------------------------------------------------------------------------- |
| - Võ Nguyên Hoàng 33', 47' - Đào Văn Chưởng 44' - Phí Minh Long 66' | Chi tiết | - Lâm Anh Quang 10' - Đặng Anh Tuấn 29' - Trịnh Văn Quang 68' - Hà Minh Tuấn 87' |
| Loạt sút luân lưu                                                   |          |                                                                                  |
| - Ngô Viết Phú - Nguyễn Văn Tùng - Lý Trung Hiếu                    | 3–0      | - Lâm Quí - Lương Duy Cương - Đào Nhật Minh                                      |

| PVF–CAND | SHB Đà Nẵng |

## Vòng 16 đội
| Topenland Bình Định                                                                                               | 1–1      | Quảng Nam |
| --- | -------- | --- |
| - Hà Đức Chinh 70'                                                                                                | Chi tiết | - Lê Văn Hưng 23' - Trần Đức Trung 49' - Trần Hữu Đông Triều 66' - Trần Thành 90'                                           |
| Loạt sút luân lưu                                                                                                 |          | |
| - Nghiêm Xuân Tú - Hà Đức Chinh - Đỗ Văn Thuận - Đỗ Thanh Thịnh - Lê Ngọc Bảo - Lý Công Hoàng Anh - Phan Ngọc Tín | 6–5      | - Nguyễn Đình Bắc - Bùi Quang Huy - Nguyễn Vũ Hòng Dương - Trần Thành - Mạc Đức Việt Anh - Nguyễn Văn Ngọc - Trần Ngọc Hiệp |

| Topenland Bình Định | Quảng Nam |

| Hồng Lĩnh Hà Tĩnh                              | 3–1      | Long An                                   |
| ---------------------------------------------- | -------- | ----------------------------------------- |
| - Vũ Quang Nam 66', 73' - Nguyễn Trung Học 86' | Chi tiết | - Trần Anh Thi 65' - Lê Thanh Phong 90+2' |

| Hồng Lĩnh Hà Tĩnh | Long An |

| Đông Á Thanh Hóa | 4–0      | Bà Rịa – Vũng Tàu            |
| --- | -------- | ---------------------------- |
| - Trịnh Văn Lợi 6' - Nguyễn Hữu Dũng 20' - Lê Văn Thắng 23' - Nguyễn Thái Sơn 71' - Doãn Ngọc Tân 71' 77' - Lê Thanh Bình 79' - Nguyễn Minh Tùng 88' | Chi tiết | - Nguyễn Thái Quốc Cường 78' |

| Đông Á Thanh Hóa | Bà Rịa – Vũng Tàu |

| Hà Nội              | 1–2      | Viettel                                                                                                 |
| ------------------- | -------- | --- |
| - Phạm Tuấn Hải 31' | Chi tiết | - Nguyễn Hoàng Đức 14' - Nguyễn Đức Chiến 37' - Bùi Duy Thường 52' - Jeferson 77' - Trương Tiến Anh 85' |

| Hà Nội | Viettel |

| Phú Thọ                                    | 0–2      | PVF–CAND |
| ------------------------------------------ | -------- | --- |
| - Nguyễn Ngọc Mỹ 75' - Nguyễn Văn Vinh 75' | Chi tiết | - Phạm Gia Hưng 24' 59' - Nguyễn Thanh Nhàn 64' - Nguyễn Thanh Tuấn 75' - Trịnh Quang Trường 75' - Tẩy Văn Toàn 75' - Nguyễn Hải Nam 85' |

| Phú Thọ | PVF–CAND |

| Hoàng Anh Gia Lai                   | 1–0      | Becamex Bình Dương     |
| ----------------------------------- | -------- | ---------------------- |
| - Paollo 89' - Nguyễn Quốc Việt 90' | Chi tiết | - Trần Đình Khương 89' |

| Hoàng Anh Gia Lai | Becamex Bình Dương |

| Công an Hà Nội                                                                               | 1–1      | Thép Xanh Nam Định                                                                                       |
| -------------------------------------------------------------------------------------------- | -------- | --- |
| - Gustavo 12' - Huỳnh Tấn Sinh 55' - Raphael 78'                                             | Chi tiết | - Hoàng Văn Khánh 15' - Ngô Đức Huy 37' 58' - Hendrio 65'                                                |
| Loạt sút luân lưu                                                                            |          | |
| - Jhon Cley - Nguyễn Quang Hải - Huỳnh Tấn Sinh - Đoàn Văn Hậu - Vũ Văn Thanh - Sầm Ngọc Đức | 2–3      | - Mai Xuân Quyết - Hoàng Minh Tuấn - Đinh Viết Tú - Andre Luiz - Nguyễn Phong Hồng Duy - Dương Thanh Hào |

| Công an Hà Nội | Thép Xanh Nam Định |

## Tứ kết
| Topenland Bình Định                                      | 2–1      | Hồng Lĩnh Hà Tĩnh                                                                 |
| -------------------------------------------------------- | -------- | --------------------------------------------------------------------------------- |
| - Phạm Văn Thành 11' - Trịnh Đức Lợi 30' - Rafaelson 44' | Chi tiết | - Janclesio 45' - Vũ Viết Triều 61' - Nguyễn Văn Hạnh 70' - Abdoulaye 85' (ph.đ.) |

| Topenland Bình Định | Hồng Lĩnh Hà Tĩnh |

| Đông Á Thanh Hóa                                 | 1–0      | Phù Đổng                                                               |
| ------------------------------------------------ | -------- | ---------------------------------------------------------------------- |
| - Lê Thanh Bình 39' (ph.đ.) - Lê Văn Thắng 45+2' | Chi tiết | - HLV Nguyễn Văn Đàn 42' - Nguyễn Hồng Sơn 90' - Dương Văn Cường 90+3' |

| Đông Á Thanh Hóa | Phù Đổng |

| Hoàng Anh Gia Lai                                                                                     | 1–1      | PVF–CAND                                                                                                |
| --- | -------- | --- |
| - Nguyễn Tuấn Anh 49' - Trần Minh Vương 64' - A Hoàng 66'                                             | Chi tiết | - Trần Ngọc Sơn 18' - Nguyễn Hiểu Minh 44' - Ngô Viết Phú 50' - Huỳnh Công Đến 81'                      |
| Loạt sút luân lưu                                                                                     |          | |
| - Trần Thanh Sơn - Trần Bảo Toàn - Châu Ngọc Quang - Nguyễn Đức Việt - Nguyễn Tuấn Anh - Lê Hữu Phước | 4–5      | - Nguyễn Thanh Nhàn - Trần Ngọc Sơn - Nguyễn Hiểu Minh - Huỳnh Công Đến - Lý Trung Hiếu - Phạm Gia Hưng |

| Hoàng Anh Gia Lai | PVF–CAND |

| Viettel                                                                               | 2–0      | Thép Xanh Nam Định                      |
| ------------------------------------------------------------------------------------- | -------- | --------------------------------------- |
| - Nguyễn Thanh Bình 51' - Jeferson 56' 64' - Trần Mạnh Cường 66' - Nhâm Mạnh Dũng 73' | Chi tiết | - Trần Nguyên Mạnh 32' - Andre Luiz 40' |

| Viettel | Thép Xanh Nam Định |

## Bán kết
| Viettel                                                         | 1–0      | Topenland Bình Định                                          |
| --------------------------------------------------------------- | -------- | ------------------------------------------------------------ |
| - Trần Mạnh Cường 74' - Nguyễn Đức Chiến 90+2' - Jeferson 90+3' | Chi tiết | - Lê Ngọc Bảo 31' - Trịnh Đức Lợi 70' - Nghiêm Xuân Tú 90+1' |

| Viettel | Topenland Bình Định |

| Đông Á Thanh Hóa | 4–1      | PVF–CAND                                                                             |
| --- | -------- | ------------------------------------------------------------------------------------ |
| - Nguyễn Trọng Hùng 25' - Ngô Viết Phú 28' (l.n.) - Lê Thanh Bình 45+1' - Lê Phạm Thành Long 50' - Hoàng Đình Tùng 90' 90' | Chi tiết | - Trần Đức Nam 50' - Nguyễn Đức Phú 64' - Nguyễn Thanh Nhàn 66' - Huỳnh Công Đến 88' |

| Đông Á Thanh Hóa | PVF–CAND |

## Chung kết
| Đông Á Thanh Hóa                                          | 0–0      | Viettel                                                         |
| --------------------------------------------------------- | -------- | --------------------------------------------------------------- |
|                                                           | Chi tiết | - Mohamed 24' - Dương Văn Hào 29' - Nguyễn Đức Chiến 65'        |
| Loạt sút luân lưu                                         |          |                                                                 |
| - Paulo - Lê Thanh Bình - Gustavo - Đàm Tiến Dũng - Bruno | 5–3      | - Nguyễn Hoàng Đức - Bùi Tiến Dũng - Nguyễn Đức Chiến - Mohamed |

| Đông Á Thanh Hóa | Viettel |

## Thống kê mùa giải

### Theo câu lạc bộ
| Xếp hạng                     | Câu lạc bộ | Số lượng |
| ---------------------------- | --- | -------- |
| CLB ghi nhiều bàn thắng nhất | Viettel | 11       |
| CLB ghi ít bàn thắng nhất    | Bình Phước Hòa Bình Huế Bình Thuận Phú Thọ | 0        |
| CLB lọt lưới nhiều nhất      | PVF–CAND | 7        |
| CLB lọt lưới ít nhất         | Bình Phước Hòa Bình Sông Lam Nghệ An Thành phố Hồ Chí Minh Hải Phòng Viettel Becamex Bình Dương Phù Đổng Đông Á Thanh Hóa | 1        |
| CLB nhận thẻ vàng nhiều nhất | Viettel | 12       |
| CLB nhận thẻ vàng ít nhất    | Hà Nội | 0        |
| CLB nhận thẻ đỏ nhiều nhất   | Bình Thuận Thép Xanh Nam Định Hồng Lĩnh Hà Tĩnh | 1        |
| CLB nhận thẻ đỏ ít nhất      | Long An Bình Phước Phù Đổng Hòa Bình Thành phố Hồ Chí Minh Bà Rịa – Vũng Tàu Huế Becamex Bình Dương Sông Lam Nghệ An Quảng Nam Viettel Khánh Hòa Công an Hà Nội Hải Phòng PVF–CAND SHB Đà Nẵng Topenland Bình Định Đông Á Thanh Hóa Hà Nội Phú Thọ Hoàng Anh Gia Lai | 0        |

### Bảng xếp hạng giải đấu
| VT | Đội                   | ST | T | H | B | BT | BB | HS  | Đ  | Kết quả chung cuộc    |
| -- | --------------------- | -- | - | - | - | -- | -- | --- | -- | --------------------- |
| 1  | Đông Á Thanh Hóa      | 4  | 3 | 1 | 0 | 9  | 1  | +8  | 10 | Vô địch               |
| 2  | Viettel               | 5  | 4 | 0 | 1 | 11 | 1  | +10 | 12 | Á quân                |
| 3  | PVF–CAND              | 4  | 1 | 2 | 1 | 6  | 7  | −1  | 5  | Hạng 3                |
| 4  | Topenland Bình Định   | 3  | 1 | 1 | 1 | 3  | 3  | 0   | 4  | Hạng 3                |
|    |                       |    |   |   |   |    |    |     |    |                       |
| 5  | Hồng Lĩnh Hà Tĩnh     | 2  | 1 | 0 | 1 | 4  | 3  | +1  | 3  | Bị loại ở Tứ kết      |
| 6  | Hoàng Anh Gia Lai     | 2  | 1 | 0 | 1 | 2  | 1  | +1  | 3  | Bị loại ở Tứ kết      |
| 7  | Phù Đổng              | 2  | 1 | 0 | 1 | 1  | 1  | 0   | 3  | Bị loại ở Tứ kết      |
| 8  | Thép Xanh Nam Định    | 3  | 0 | 2 | 1 | 2  | 4  | −2  | 2  | Bị loại ở Tứ kết      |
|    |                       |    |   |   |   |    |    |     |    |                       |
| 9  | Becamex Bình Dương    | 2  | 1 | 0 | 1 | 4  | 1  | +3  | 3  | Bị loại ở Vòng 16 đội |
| 10 | Công an Hà Nội        | 2  | 1 | 0 | 1 | 4  | 2  | +2  | 3  | Bị loại ở Vòng 16 đội |
| 11 | Long An               | 2  | 1 | 0 | 1 | 2  | 3  | −1  | 3  | Bị loại ở Vòng 16 đội |
| 12 | Quảng Nam             | 2  | 0 | 1 | 1 | 2  | 2  | 0   | 1  | Bị loại ở Vòng 16 đội |
| 13 | Bà Rịa – Vũng Tàu     | 2  | 0 | 1 | 1 | 1  | 5  | −4  | 1  | Bị loại ở Vòng 16 đội |
| 14 | Hà Nội                | 1  | 0 | 0 | 1 | 1  | 2  | −1  | 0  | Bị loại ở Vòng 16 đội |
| 15 | Phú Thọ               | 1  | 0 | 0 | 1 | 0  | 2  | −2  | 0  | Bị loại ở Vòng 16 đội |
|    |                       |    |   |   |   |    |    |     |    |                       |
| 16 | SHB Đà Nẵng           | 1  | 0 | 0 | 1 | 2  | 2  | 0   | 0  | Bị loại ở Vòng loại   |
| 17 | Sông Lam Nghệ An      | 1  | 0 | 0 | 1 | 1  | 1  | 0   | 0  | Bị loại ở Vòng loại   |
| 18 | Thành phố Hồ Chí Minh | 1  | 0 | 0 | 1 | 1  | 1  | 0   | 0  | Bị loại ở Vòng loại   |
| 19 | Hải Phòng             | 1  | 0 | 0 | 1 | 1  | 1  | 0   | 0  | Bị loại ở Vòng loại   |
| 20 | Hòa Bình              | 1  | 0 | 0 | 1 | 0  | 1  | −1  | 0  | Bị loại ở Vòng loại   |
| 21 | Bình Phước            | 1  | 0 | 0 | 1 | 0  | 1  | −1  | 0  | Bị loại ở Vòng loại   |
| 22 | Khánh Hòa             | 1  | 0 | 0 | 1 | 1  | 3  | −2  | 0  | Bị loại ở Vòng loại   |
| 23 | Huế                   | 1  | 0 | 0 | 1 | 0  | 4  | −4  | 0  | Bị loại ở Vòng loại   |
| 24 | Bình Thuận            | 1  | 0 | 0 | 1 | 0  | 6  | −6  | 0  | Bị loại ở Vòng loại   |

1. ↑  Điểm fair-play: Sông Lam Nghệ An –2, Thành phố Hồ Chí Minh –2, Hải Phòng –4.
2. ↑  Điểm fair-play: Sông Lam Nghệ An –2, Thành phố Hồ Chí Minh –2, Hải Phòng –4.
3. ↑  Điểm fair-play: Sông Lam Nghệ An –2, Thành phố Hồ Chí Minh –2, Hải Phòng –4.
4. ↑  Điểm fair-play: Bình Phước –4, Hoà Bình –1.
5. ↑  Điểm fair-play: Bình Phước –4, Hoà Bình –1.

### Theo cầu thủ

#### Cầu thủ ghi bàn hàng đầu
Đã có 58 bàn thắng ghi được trong 23 trận đấu, trung bình 2.52 bàn thắng mỗi trận đấu.

| Xếp hạng | Cầu thủ                | Câu lạc bộ         | Số bàn thắng |
| -------- | ---------------------- | ------------------ | ------------ |
| 1        | Nhâm Mạnh Dũng         | Viettel            | 3            |
| 2        | Nguyễn Trần Việt Cường | Becamex Bình Dương | 2            |
| 2        | Lê Thanh Bình          | Đông Á Thanh Hóa   | 2            |
| 2        | Vũ Quang Nam           | Hồng Lĩnh Hà Tĩnh  | 2            |
| 2        | Nguyễn Thanh Nhàn      | PVF–CAND           | 2            |
| 2        | Phạm Gia Hưng          | PVF–CAND           | 2            |
| 2        | Võ Nguyên Hoàng        | PVF–CAND           | 2            |
| 2        | Lê Văn Hưng            | Quảng Nam          | 2            |
| 2        | Jeferson Elias         | Viettel            | 2            |
| 2        | Nguyễn Đức Chiến       | Viettel            | 2            |

#### Bàn phản lưới nhà
| Xếp hạng | Cầu thủ      | Câu lạc bộ | Đối thủ          | Số bàn |
| -------- | ------------ | ---------- | ---------------- | ------ |
| 1        | Ngô Viết Phú | PVF–CAND   | Đông Á Thanh Hóa | 1      |

#### Số trận giữ sạch lưới
| Xếp hạng | Thủ môn           | Câu lạc bộ         | Số trận giữ sạch lưới |
| -------- | ----------------- | ------------------ | --------------------- |
| 1        | Phạm Văn Phong    | Viettel            | 3                     |
| 2        | Nguyễn Thanh Diệp | Đông Á Thanh Hóa   | 2                     |
| 3        | Trần Minh Toàn    | Becamex Bình Dương | 1                     |
| 3        | Trịnh Xuân Hoàng  | Đông Á Thanh Hóa   | 1                     |
| 3        | Huỳnh Tuấn Linh   | Hoàng Anh Gia Lai  | 1                     |
| 3        | Phan Đình Vũ Hải  | Long An            | 1                     |
| 3        | Lê Quang Đại      | Phù Đổng           | 1                     |
| 3        | Nguyễn Thanh Tuấn | PVF–CAND           | 1                     |
| 3        | Quàng Thế Tài     | Viettel            | 1                     |

## Phát sóng
FPT Play trực tiếp tất cả các trận đấu tại Cúp Quốc gia 2023. TV360 trực tiếp tất cả các trận đấu từ vòng 1/8.
| Vòng      | Ngày       | Trận                                     | Giờ   | Kênh phát sóng  |
| --------- | ---------- | ---------------------------------------- | ----- | --------------- |
| Vòng loại | 31 tháng 3 | Thành phố Hồ Chí Minh - Bà Rịa Vũng Tàu  | 19:15 | HTV Thể Thao    |
| Vòng loại | 2 tháng 4  | Khánh Hòa - Công an Hà Nội               | 17:00 | HTV Thể Thao    |
| Vòng 1/8  | 6 tháng 7  | Topenland Bình Định - Quảng Nam          | 18:00 | HTV Thể Thao    |
| Vòng 1/8  | 6 tháng 7  | Hà Nội - Thể Công – Viettel              | 19:15 | VTV5            |
| Vòng 1/8  | 7 tháng 7  | Hoàng Anh Gia Lai - Becamex Bình Dương   | 17:00 | HTV Thể Thao    |
| Vòng 1/8  | 7 tháng 7  | Công an Hà Nội - Thép Xanh Nam Định      | 19:15 | HTV Thể Thao    |
| Tứ kết    | 10 tháng 7 | Topenland Bình Định - Hồng Lĩnh Hà Tĩnh  | 18:00 | HTV Thể Thao    |
| Tứ kết    | 11 tháng 7 | Hoàng Anh Gia Lai - PVF–CAND             | 17:00 | HTV Thể Thao    |
| Tứ kết    | 11 tháng 7 | Thể Công – Viettel - Thép Xanh Nam Định  | 19:15 | HTV Thể Thao    |
| Bán kết   | 16 tháng 8 | Thể Công – Viettel - Topenland Bình Định | 18:00 | VTV5            |
| Bán kết   | 16 tháng 8 | Đông Á Thanh Hóa - PVF–CAND              | 18:00 | VTV5 Tây Nam Bộ |
| Chung kết | 20 tháng 8 | Đông Á Thanh Hóa - Viettel               | 18:00 | VTV5 Tây Nguyên |